# BB&T Atlanta Open 2019
Il BB&T Atlanta Open 2019, conosciuto anche come BB&T Atlanta Open 2019 presented by First Data, per motivi di sponsorizzazione, è stato un torneo di tennis giocato sul cemento. È stata la 32ª edizione dell'evento, che ha fatto parte della categoria ATP World Tour 250 series nell'ambito dell'ATP World Tour 2019. Si è giocata all'Atlantic Station di Atlanta dal 22 al 28 luglio 2019.

## Partecipanti

### Teste di serie
| Giocatore   | Nazionalità           | Ranking* | Testa di serie |
| ----------- | --------------------- | -------- | -------------- |
| Stati Uniti | John Isner            | 15       | 1              |
| Stati Uniti | Taylor Fritz          | 30       | 2              |
| Australia   | Alex de Minaur        | 33       | 3              |
| Francia     | Pierre-Hugues Herbert | 38       | 4              |
| Stati Uniti | Frances Tiafoe        | 41       | 5              |
| Moldavia    | Radu Albot            | 42       | 6              |
| Australia   | Jordan Thompson       | 43       | 7              |
| Francia     | Ugo Humbert           | 48       | 8              |

* Ranking al 15 luglio 2019.

### Altri partecipanti
I seguenti giocatori hanno ricevuto una wild card per il tabellone principale:
- Grigor Dimitrov
- Cole Gromley
- Jack Sock

I seguenti giocatori sono passati dalle qualificazioni:

- Jason Jung
- Kevin King
- Kwon Soon-woo
- Kamil Majchrzak

### Ritiri
Prima del torneo
- Félix Auger-Aliassime → sostituito da  Alexander Bublik
- Hubert Hurkacz → sostituito da  Prajnesh Gunneswaran
- John Millman → sostituito da  Bradley Klahn
- Diego Schwartzman → sostituito da  Bernard Tomić

Durante il torneo
- Bernard Tomić

## Partecipanti al doppio

### Teste di serie
| Nazione     | Giocatore         | Nazione       | Giovatore            | Ranking* | Testa di serie |
| ----------- | ----------------- | ------------- | -------------------- | -------- | -------------- |
| Stati Uniti | Bob Bryan         | Stati Uniti   | Mike Bryan           | 35       | 1              |
| Regno Unito | Dominic Inglot    | Stati Uniti   | Austin Krajicek      | 81       | 2              |
| Messico     | Santiago González | Pakistan      | Aisam-ul-Haq Qureshi | 106      | 3              |
| Romania     | Radu Albot        | Nuova Zelanda | Artem Sitak          | 111      | 4              |

* Ranking aggiornato al 15 luglio 2019.

### Altri partecipanti
Le seguenti coppie hanno ricevuto una wildcard per il tabellone principale:
- Christopher Eubanks /  Donald Young
- Nick Kyrgios /  Tommy Paul

## Punti e montepremi
| Torneo    | Torneo              | V       | F      | SF     | QF     | 2T     | 1T    | Q  | Q2    | Q1    |
| Singolare | Punti               | 250     | 150    | 90     | 45     | 20     | 0     | 12 | 6     | 0     |
| Singolare | Premi in denaro ($) | 119.800 | 64.780 | 35.780 | 20.330 | 11.690 | 7.000 | –  | 3.390 | 1.695 |
| Doppio    | Punti               | 250     | 150    | 90     | 45     | –      | 0     | –  | –     | –     |
| Doppio    | Premi in denaro ($) | 39.300  | 20.140 | 10.920 | 6.240  | –      | 3.660 | –  | –     | –     |

## Campioni

### Singolare
Alex de Minaur ha battuto in finale  Taylor Fritz con il punteggio di 6-3, 7–6(2).
- È il secondo titolo in carriera per De Minaur, il primo della stagione.

### Doppio
Dominic Inglot /  Austin Krajicek hanno battuto in finale  Bob Bryan /  Mike Bryan con il punteggio di 6-4, 6(5)–7, [11-9].